# Нижньоківарське сільське поселення
Нижньоківа́рське сільське поселення (рос. Нижнекиварское сельское поселение) — муніципальне утворення у складі Шарканського району Удмуртії, Росія. Адміністративний центр — присілок Нижні Ківари.

## Територія
Площа поселення становить 34,64 км², з яких сільськогосподарські угіддя 29,64 км², під лісами 583 га, ставками 21 га, болотами 2 га. Рельєф — погорбована рівнина, розчленована густою мережею дрібних річок та струмків, ярами та балками. Серед ґрунтів переважають середньо-суглинисті структури. Ліси мішані, розташовані уздовж річок, в крутих балках та на пагорбах. Найбільшою річкою є Велика Ківара.

## Населення
Населення — 534 особи (2015; 547 в 2012, 547 в 2010).

## Склад
До складу поселення входять такі населені пункти:
| Населений пункт         | Населення, осіб (2010) | Населення, осіб (2012) |
| ----------------------- | ---------------------- | ---------------------- |
| Верхні Ківари, присілок | 237                    | 236                    |
| Нижні Ківари, присілок  | 280                    | 281                    |
| Пустопольє, присілок    | 30                     | 30                     |